# Roland Gigolayev
Bản mẫu:Eastern Slavic name
Roland Teymurazovich Gigolayev (tiếng Nga: Роланд Теймуразович Гиголаев; sinh ngày 4 tháng 1 năm 1990) là một tiền vệ hay hậu vệ trái bóng đá người Nga gốc Ossetian thi đấu cho FC Akhmat Grozny.

## Sự nghiệp câu lạc bộ
Anh ra mắt chuyên nghiệp cho FC Alania Vladikavkaz vào ngày 4 tháng 4 năm 2011, trong trận đấu tại Russian First Division trước FC Torpedo Vladimir và ghi 2 bàn trong màn ra mắt.
Ở mùa giải 2014–15 anh thi đấu cùng với Ruch Chorzów tại UEFA Europa League. Đội bóng của anh bị loại sau trận đấu với Metalist Kharkiv (0:0 ở Gliwice and 0:1 ở Kiev).
Vào ngày 17 tháng 2 năm 2016, anh trở lại Nga, ký hợp đồng với FC Amkar Perm.
Vào ngày 31 tháng 8 năm 2017, anh ký bản hợp đồng 3 năm cùng với FC Akhmat Grozny.

### Câu lạc bộ
Tính đến 13 tháng 5 năm 2018
| Câu lạc bộ                 | Mùa giải            | Giải vô địch                | Giải vô địch | Giải vô địch | Cúp     | Cúp       | Châu lục | Châu lục  | Tổng cộng | Tổng cộng |
| Câu lạc bộ                 | Mùa giải            | Hạng đấu                    | Số trận      | Bàn thắng    | Số trận | Bàn thắng | Số trận  | Bàn thắng | Số trận   | Bàn thắng |
| -------------------------- | ------------------- | --------------------------- | ------------ | ------------ | ------- | --------- | -------- | --------- | --------- | --------- |
| FC Zenit Saint Petersburg  | 2007                | Giải bóng đá ngoại hạng Nga | 0            | 0            | 0       | 0         | 0        | 0         | 0         | 0         |
| FC Zenit Saint Petersburg  | 2008                | Giải bóng đá ngoại hạng Nga | 0            | 0            | 0       | 0         | 0        | 0         | 0         | 0         |
| FC Zenit Saint Petersburg  | 2009                | Giải bóng đá ngoại hạng Nga | 0            | 0            | 0       | 0         | 0        | 0         | 0         | 0         |
| FC Zenit Saint Petersburg  | 2010                | Giải bóng đá ngoại hạng Nga | 0            | 0            | 0       | 0         | 0        | 0         | 0         | 0         |
| FC Zenit Saint Petersburg  | Tổng cộng           | Tổng cộng                   | 0            | 0            | 0       | 0         | 0        | 0         | 0         | 0         |
| FC Alania Vladikavkaz      | 2011–12             | FNL                         | 38           | 3            | 2       | 0         | 3        | 0         | 43        | 3         |
| FC Alania Vladikavkaz      | 2012–13             | Giải bóng đá ngoại hạng Nga | 7            | 0            | 0       | 0         | –        | –         | 7         | 0         |
| FC Alania Vladikavkaz      | Tổng cộng           | Tổng cộng                   | 45           | 3            | 2       | 0         | 3        | 0         | 50        | 3         |
| FC Alania-d Vladikavkaz    | 2012–13             | PFL                         | 8            | 4            | 3       | 2         | –        | –         | 11        | 6         |
| FC Dynamo Saint Petersburg | 2012–13             | FNL                         | 8            | 0            | 0       | 0         | –        | –         | 8         | 0         |
| FC Dynamo Saint Petersburg | 2013–14             | FNL                         | 22           | 0            | 0       | 0         | –        | –         | 22        | 0         |
| FC Dynamo Saint Petersburg | Tổng cộng           | Tổng cộng                   | 30           | 0            | 0       | 0         | 0        | 0         | 30        | 0         |
| Ruch Chorzów               | 2013–14             | Ekstraklasa                 | 4            | 0            | –       | –         | –        | –         | 4         | 0         |
| Ruch Chorzów               | 2014–15             | Ekstraklasa                 | 27           | 4            | 0       | 0         | 2        | 0         | 29        | 4         |
| Ruch Chorzów               | 2015–16             | Ekstraklasa                 | 9            | 1            | 2       | 0         | –        | –         | 11        | 1         |
| Ruch Chorzów               | Tổng cộng           | Tổng cộng                   | 40           | 5            | 2       | 0         | 2        | 0         | 44        | 5         |
| FC Amkar Perm              | 2015–16             | Giải bóng đá ngoại hạng Nga | 8            | 0            | 0       | 0         | –        | –         | 8         | 0         |
| FC Amkar Perm              | 2016–17             | Giải bóng đá ngoại hạng Nga | 20           | 3            | 2       | 1         | –        | –         | 22        | 4         |
| FC Amkar Perm              | 2017–18             | Giải bóng đá ngoại hạng Nga | 3            | 0            | –       | –         | –        | –         | 3         | 0         |
| FC Amkar Perm              | Tổng cộng           | Tổng cộng                   | 31           | 3            | 2       | 1         | 0        | 0         | 33        | 4         |
| FC Akhmat Grozny           | 2017–18             | Giải bóng đá ngoại hạng Nga | 1            | 0            | 0       | 0         | –        | –         | 1         | 0         |
| Tổng cộng sự nghiệp        | Tổng cộng sự nghiệp | Tổng cộng sự nghiệp         | 155          | 15           | 9       | 3         | 5        | 0         | 169       | 18        |